# Supercoupe de la CAF 2020
Navigation
Édition précédente Édition suivante
La Supercoupe de la CAF 2020 (appelée aussi Supercoupe de la CAF Total, du nom de son sponsor) est la 28e édition de la Supercoupe de la CAF.
Le match fait opposé l'ES Tunis, vainqueur de la Ligue des champions de la CAF 2018-2019 au Zamalek SC, vainqueur de la coupe de la confédération 2018-2019. 
Cette édition, initialement prévue en août 2019, est reportée à une date ultérieure à la suite de la controverse sur la finale de la Ligue des champions de la CAF 2018-2019. Le 21 novembre 2019, le Comité exécutif de la CAF annonce l'organisation du match le 14 février 2020 à Doha, malgré l'annonce de boycott de la part du président du Zamalek SC en raison des mauvaises relations diplomatiques entre l'Égypte et le Qatar.

## Participants
| Équipe     | Zone                             | Qualification                                           | Apparitions (en gras, l'équipe gagnante) |
| ---------- | -------------------------------- | ------------------------------------------------------- | ---------------------------------------- |
| ES Tunis   | Union nord-africaine de football | Vainqueur de la Ligue des champions de la CAF 2018-2019 | 4 (1995, 1999, 2012, 2019)               |
| Zamalek SC | Union nord-africaine de football | Vainqueur de la Coupe de la confédération 2018-2019     | 4 (1994, 1997, 2001, 2003)               |

## Match
| 14 février 2020 | ES Tunis           | 1 - 3   | Zamalek SC                     | Thani bin Jassim Stadium, Doha                |                                               |
| 19 h 00 UTC+3   | Benguit 54e (pen.) | (0 - 1) | 2e Obama · 58e 90+5e Bencharki | Spectateurs : 19 398 Arbitrage : Victor Gomes | Spectateurs : 19 398 Arbitrage : Victor Gomes |
| 19 h 00 UTC+3   | Rapport            |         |                                | Spectateurs : 19 398 Arbitrage : Victor Gomes | Spectateurs : 19 398 Arbitrage : Victor Gomes |

| Espérance de Tunis | Zamalek |

| G              | 1  | Moez Ben Cherifia        |     |     |
| D              | 23 | Ilyes Chetti             |     |     |
| D              | 6  | Mohamed Ali Yacoubi      |     |     |
| D              | 12 | Khalil Chemmam           |     |     |
| D              | 22 | Sameh Derbali            |     |     |
| M              | 3  | Kwame Bonsu              |     | 60e |
| M              | 15 | Fousseny Coulibaly       | 45e |     |
| M              | 18 | Raouf Benguit            |     |     |
| A              | 10 | Hamdou Elhouni           |     |     |
| A              | 7  | Billel Bensaha           |     | 69e |
| A              | 9  | Ibrahim Ouattara         |     | 77e |
| Remplaçants :  |    |                          |     |     |
| G              | 19 | Rami Jridi               |     |     |
| D              | 5  | Chamseddine Dhaouadi     |     |     |
| D              | 24 | Iheb Mbarki              |     |     |
| M              | 25 | Fedi Ben Choug           |     | 77e |
| A              | 27 | Mohamed Ali Ben Romdhane |     |     |
| A              | 2  | Mohamed Ali Ben Hammouda |     | 69e |
| A              | 11 | Taha Yassine Khenissi    |     | 60e |
| Entraîneur :   |    |                          |     |     |
| Moïne Chaâbani |    |                          |     |     |

| G                | 1  | Mohamed Abou Gabal  |     |       |
| D                | 19 | Mohamed Abdel Shafy |     |       |
| D                | 4  | Mahmoud Alaa        |     |       |
| D                | 28 | Mahmoud Hamdy       | 51e |       |
| D                | 7  | Hazem Emam          | 88e | 88e   |
| M                | 3  | Tarek Hamed         | 83e |       |
| M                | 13 | Ferjani Sassi       |     |       |
| M                | 11 | Youssef Obama       |     |       |
| A                | 20 | Achraf Bencharki    | 63e |       |
| A                | 25 | Ahmed Sayed         |     | 82e   |
| A                | 15 | Mostafa Mohamed     |     | 90+1e |
| Remplaçants :    |    |                     |     |       |
| G                | 21 | Mohamed Awad        |     |       |
| D                | 5  | Mohamed Abdel Ghani |     | 88e   |
| D                | 22 | Abdallah Gomaa      |     | 82e   |
| M                | 24 | Mohamed Hassan      |     |       |
| A                | 2  | Kabongo Kasongo     |     |       |
| A                | 28 | Mohamed Ounajem     |     | 90+1e |
| A                | 30 | Mostafa Fathi       |     |       |
| Entraîneur :     |    |                     |     |       |
| Patrice Carteron |    |                     |     |       |